# Homerazzi
Homerazzi (Homerazzi) est le 16e épisode la saison 18 de la série télévisée d'animation Les Simpson.

## Synopsis
Lors de sa soirée d'anniversaire, Homer, en pleine insuffisance respiratoire, n’arrive pas à souffler les bougies de son gâteau et, alors que le reste de la famille est parti se coucher, finit par s'endormir dedans. Les pompiers parviennent à maîtriser le début d'incendie de sa maison. Pour plus de sûreté, les Simpson décident de placer leurs biens les plus précieux dans un coffre-fort à l’épreuve du feu, mais celui-ci explose, emportant avec lui l'album photo familial.
Marge décide alors de recréer les photos en utilisant, pour cela, de fausses mises en scène et des décors truqués, mais elle remarque que sur l'une des photos Duffman (qui en principe vit avec un homme) sort avec Boobarella. Après avoir vendu la photo à un magazine, Homer décide de devenir paparazzi, mais les vedettes ne veulent pas être photographiées, et elles se vengent en le faisant suivre par un paparazzo professionnel, qui expose ses turpitudes : il étrangle ses enfants, se douche dans la rue sous une bouche d'incendie, etc.

## Critique de l'épisode
Cet épisode critique de façon satirique plusieurs pans de la société moderne, dont les lecteurs à scandales.

## Références culturelles

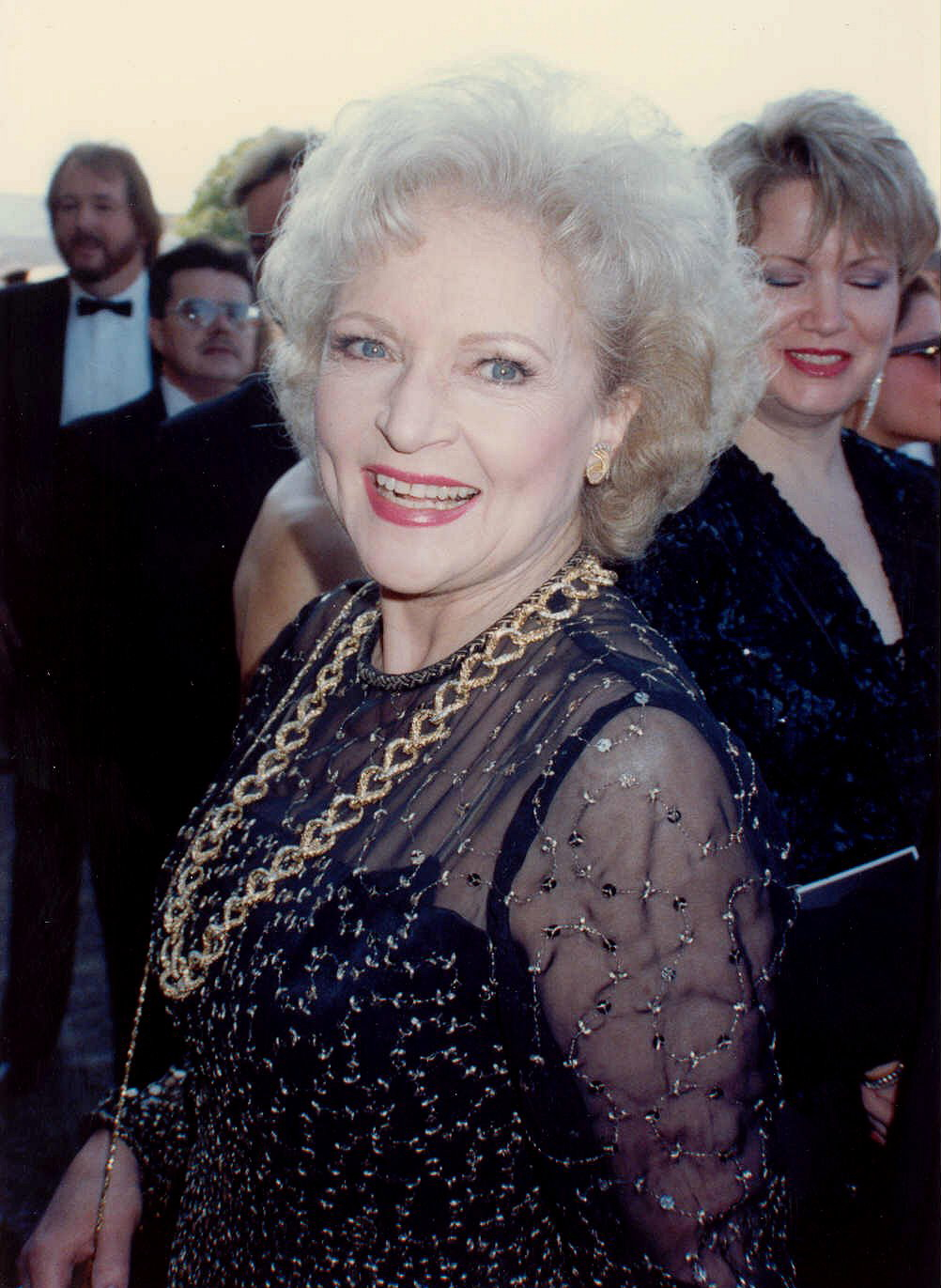
Homer prend en photo Betty White.